# Cone vulcânico

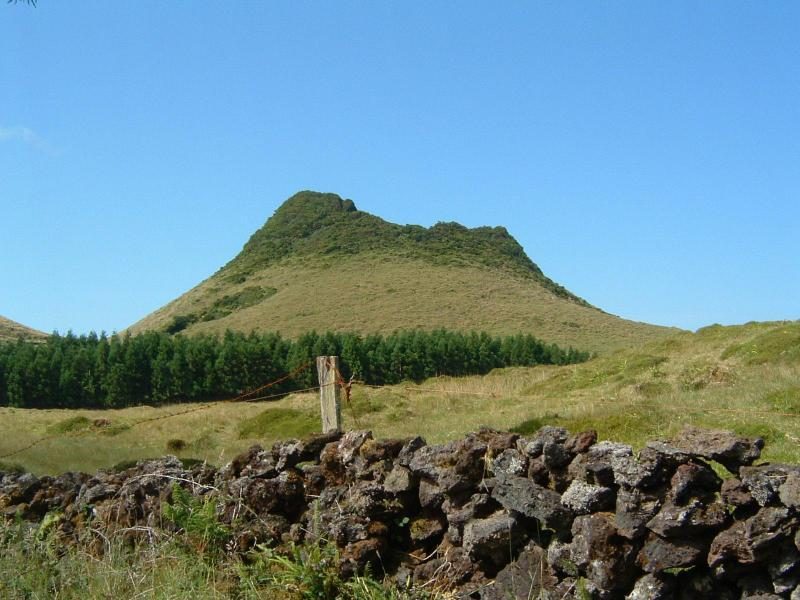
Pico Gaspar, junto à Lagoa do Negro, ilha Terceira, Açores.

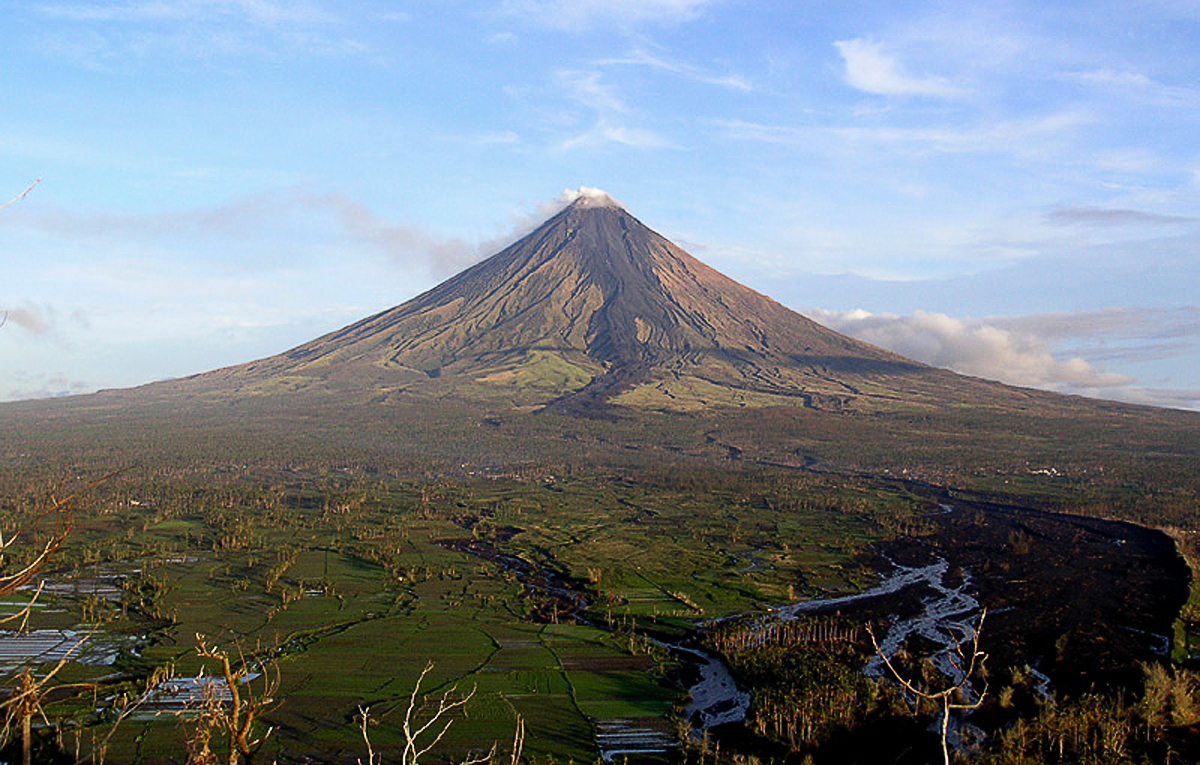
Vulcão Mayon (Filipinas) com um cone de simetria bem definida.

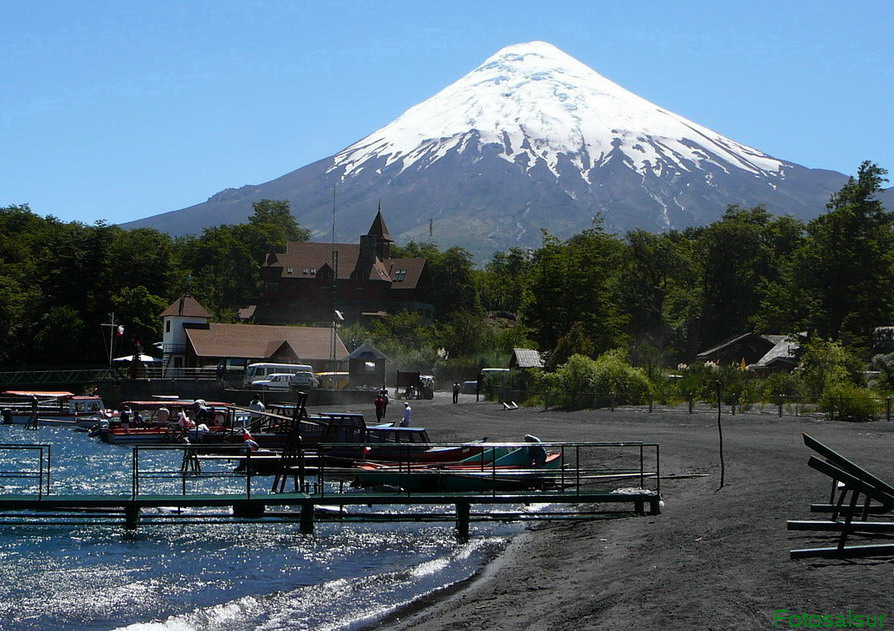
Vulcão de Osorno, no Chile, é um exemplo de um estratocone bem desenvolvido.

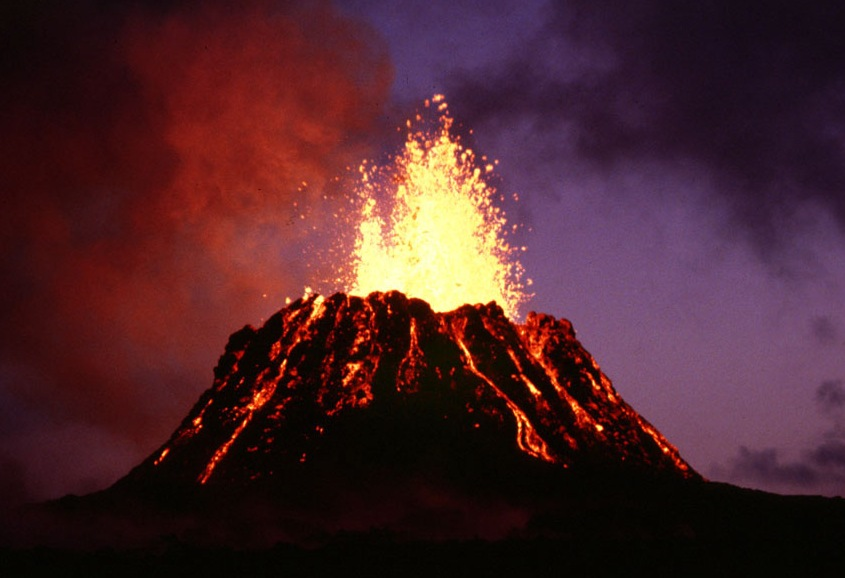
Puʻu ʻŌʻō, um cone misto de cinzas e salpicos (spatter) no vulcão Kīlauea, Hawaiʻi.

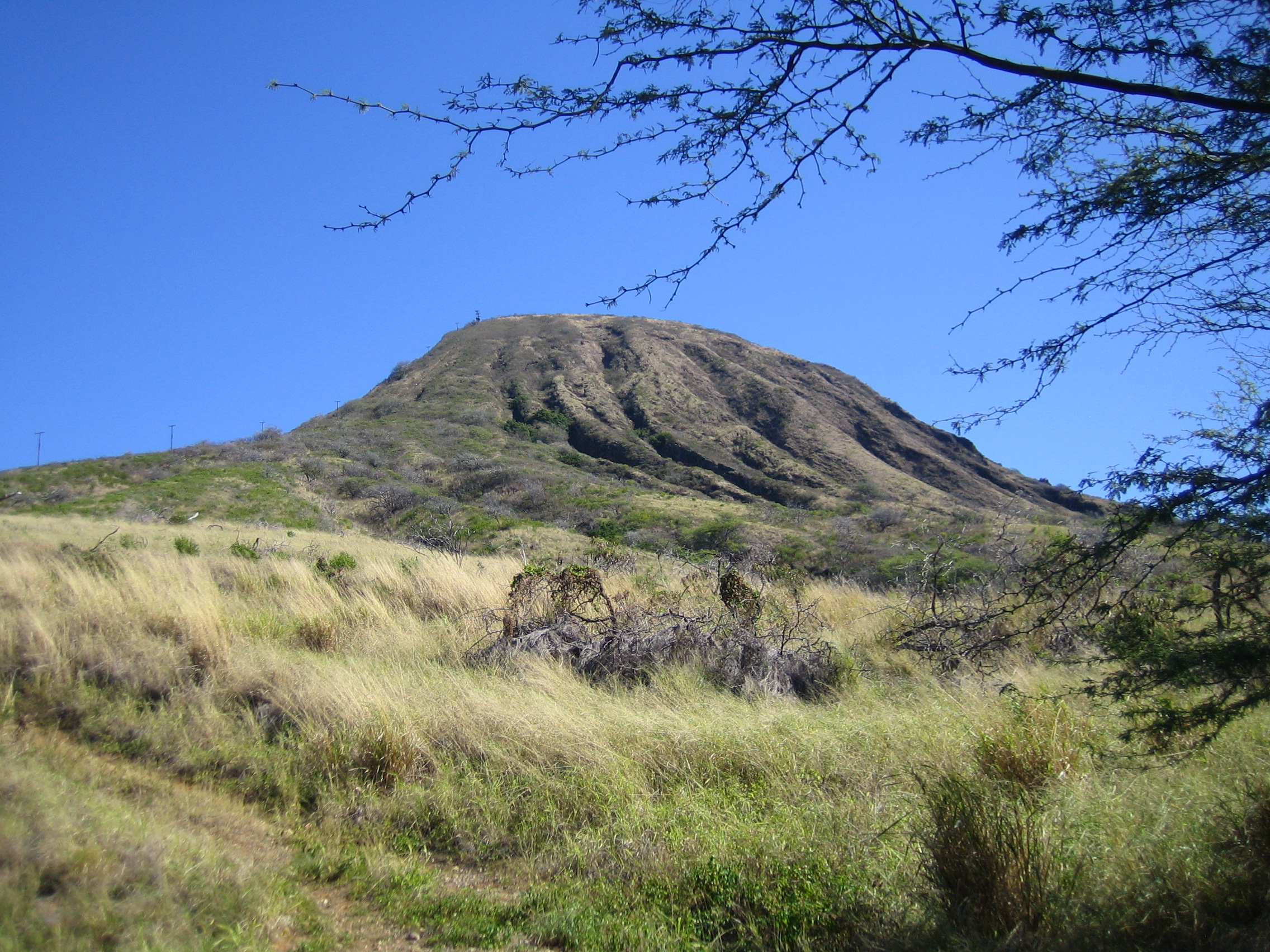
Koko Crater um cone de tufo pertencente à Série Vulcânica de Honolulu (Honolulu Volcanics).

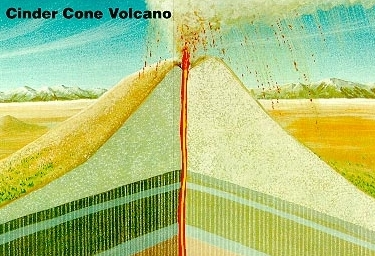
Cone de escórias.

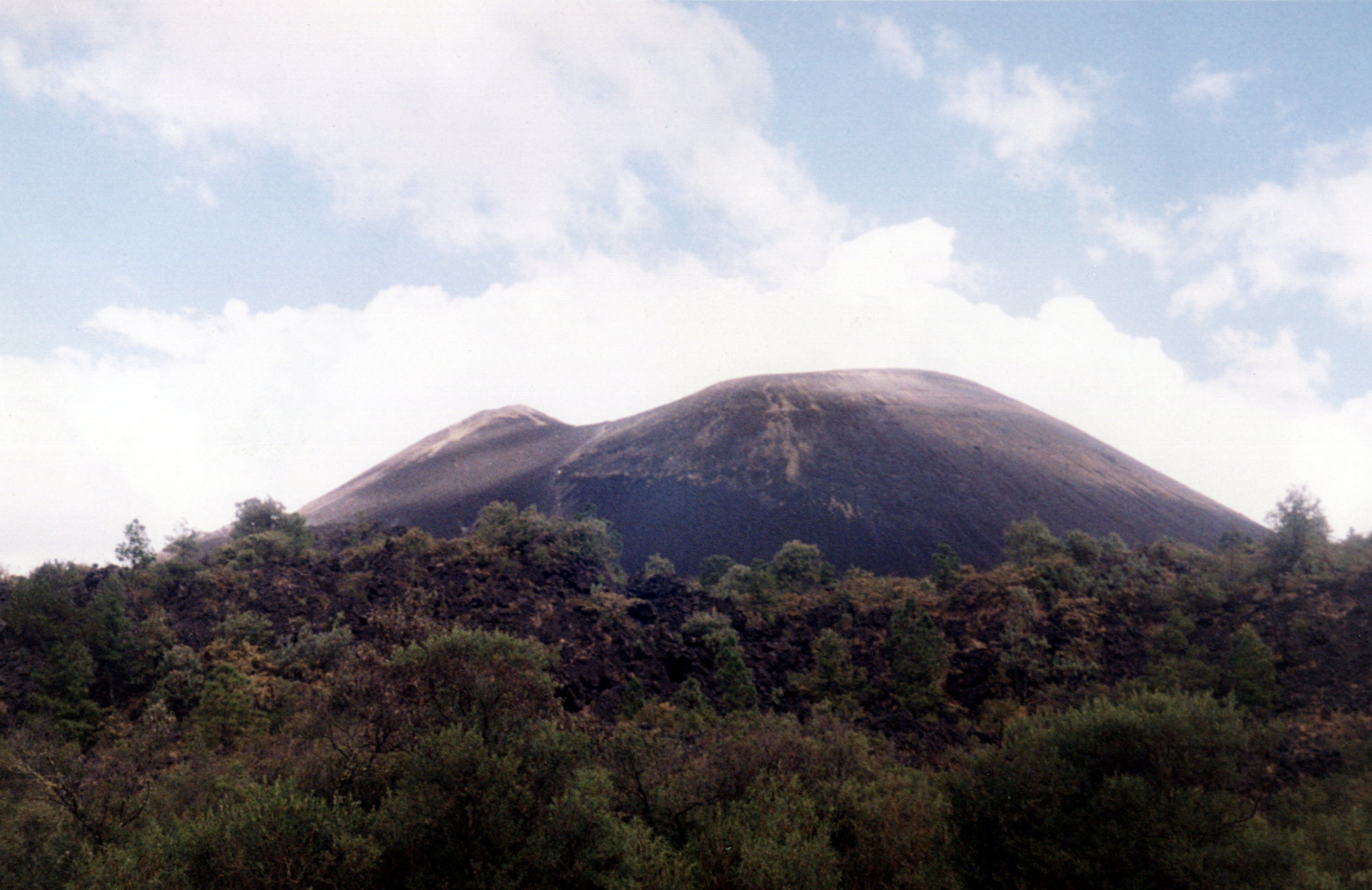
Paricutín (México), um grande cone de escórias.

Os cones vulcânicos estão entre as formas de relevo vulcânicas mais simples. Eles são construídos por material ejetado de um respiradouro vulcânico, empilhando-se ao redor do respiradouro na forma de um cone com uma cratera central. Os cones vulcânicos são de diferentes tipos, dependendo da natureza e tamanho dos fragmentos ejetados durante a erupção. Tipos de cones vulcânicos incluem estratocones, cones de respingos, cones de tufo e cones de cinzas.

## Descrição
Os cones vulcânicos estão entre as formas de relevo vulcânico mais simples e mais comuns. São edifícios geológicos construídos pela ejecta de uma abertura vulcânica, acumulando-se em torno da abertura na forma de um cone com uma cratera central. Os cones vulcânicos são de diferentes tipos, dependendo da natureza e do tamanho dos fragmentos ejectados durante a erupção. Os tipos de cones vulcânicos incluem estratocones, cones de salpicos (spatter), cones de tufo e cones de escórias.

### Estratocone
Os estratocones são grandes estruturas formadas pelas erupções de estratovulcões em forma de cone constituídos por fluxos de lava, rochas piroclásticas e intrusivos ígneos que estão tipicamente centrados em torno de uma abertura cilíndrica. Ao contrário dos vulcões-escudo, são caracterizados por um perfil íngreme e por erupções explosivas e erupções efusivas periódicas, muitas vezes alternadas. Alguns apresentam crateras colapsadas, designadas por caldeiras. A estrutura central de um estratocone é geralmente dominado por um núcleo central de rochas intrusivas, com diâmetros que variam de cerca de 500 m a vários quilómetros. Este núcleo central é rodeado por várias gerações de fluxos de lava, muitos dos quais são brechas, e uma grande variedade de rochas piroclásticas e detritos vulcânicos retrabalhados.
O estratocone típico é um vulcão andesítico a dacítico que está associado a zonas de subducção. São também conhecidos como vulcão estratificado, cone composto, vulcão acamado, cone de tipo misto ou vulcão de tipo vesuviano.

### Cone de salpicos (spatter)
Um cone de salpicos (frequentemente designado pela nomenclatura anglófona como spatter) é uma colina ou um monte baixo e íngreme que consiste em fragmentos de lava soldados, designados por «salpicos» (ou spatter), que se formaram em torno de uma fonte de lava relativamente fria emitida por uma abertura central. Tipicamente, os cones de salpicos têm cerca de 3–5 m de altura. No caso de uma fissura linear, o derrame de lava tende a criar estruturas alargadas de salpicos, designadas por muralhas de salpicos (spatter ramparts), ao longo de ambos os lados da fissura. Os cones de salpicos são mais circulares e em forma de cone, enquanto as muralhas de salpicos apresentam características lineares semelhantes a paredes mais ou menos alongadas.
Os cones de salpicos e as muralhas de salpicos são tipicamente formados por fontes de lava associadas a lavas máficas, altamente fluidas, como as que resultam das erupções que ocorrem nas ilhas havaianas e em ambientes associados a rifts ativos. Como as gotas de lava em fusão, os salpicos, são lançadas para o ar por uma fonte de lava, podem não ter o tempo necessário para arrefecer completamente antes de atingirem o solo pelo que os salpicos não são totalmente sólidos, formando uma estrutura semelhante a caramelos enquanto aquecidos, que, quando se acumulam, ligam-se aos salpicos subjacentes à medida que escorrem lentamente pelo lado do cone. Como resultado, os salpicos formam um cone que é composto por salpicos aglutinados, mais ou menos soldados uns aos outros.

### Cones de tufo
Os cones de tufo, por vezes designados por cones de cinzas, são pequenos cones vulcânicos monogenéticos produzidos por explosões freáticas (hidrovulcânicas) diretamente associadas ao magma trazido à superfície através de uma conduta a partir de um reservatório de magma profundo. Caracterizam-se por bordos altos, que têm um relevo máximo de 100–800 m acima da base da cratera e declives íngremes superiores a 25 graus. Estes cones apresentam normalmente um diâmetro de bordo a bordo de 300–5000 m.
Os cones de tufo consistem tipicamente por depósitos de fluxo piroclástico de camadas espessas e depósitos de surtos criados por correntes de densidade alimentadas pela erupção e leitos de escórias, contendo bombas vulcânicas derivadas de precipitação da sua coluna de erupção. Os tufos que compõem um cone de tufo apresentam-se normalmente alterados, em geral palagonitizados, quer pela sua interação com águas subterrâneas, quer quando foram depositados em ambientes quentes e húmidos. Os depósitos piroclásticos dos cones de tufo diferem dos depósitos piroclásticos dos cones de salpicos pela ausência ou escassez de salpicos de lava, tamanho de grão mais pequeno e bom acamamento. Normalmente, mas nem sempre, os cones de tufo não têm fluxos de lava associados.
Uma forma associada são os anéis de tufo, um tipo semelhante de pequeno vulcão monogenético que também é produzido por explosões freáticas (efeitos do hidrovulcanismo), também diretamente associadas ao magma trazido à superfície através de uma conduta de um reservatório de magma profundo. Caracterizam-se por bordos com perfis topográficos baixos e largos e declives suaves, de 25 graus ou menos. A espessura máxima dos detritos piroclásticos que compõem o bordo de um anel de tufo típico é geralmente fina, com menos de 50 m a 100 m de espessura. Os materiais piroclásticos que compõem o seu bordo consistem principalmente por depósitos vulcânicos relativamente frescos e inalterados, com camadas finas e distintas. Os bordos também podem conter quantidades variáveis de rocha local (rocha nativa), extraída por arraste dos lados da cratera. Em contraste com os cones de tufo, a cratera de um anel de tufo é geralmente escavada abaixo da superfície do terreno preexistente à erupção. Como resultado, a água normalmente enche a cratera dos anéis de tufo, formando um lago após o fim das erupções.
Tanto os cones de tufo como os anéis de tufo são criados por erupções explosivas a partir de uma abertura onde o magma interage com água subterrânea ou com uma massa de água pouco profunda, como a que se encontra num lago ou nas zonas marinhas costeiras. A interação entre o magma, o vapor em expansão e os gases vulcânicos resulta na produção e ejeção de detritos piroclásticos de grão fino, denominados cinzas vulcânicas, com a consistência semelhante a farinha. As cinzas vulcânicas que compõem um cone de tufo acumulam-se em resultado da precipitação das colunas de erupção, dos surtos vulcânicos de baixa densidade e de eventuais fluxos piroclásticos, ou, geralmente, de uma combinação de todos estes tipos de evento. Os cones de tufo estão tipicamente associados a erupções vulcânicas em massas de água pouco profundas e os anéis de tufo estão associados a erupções em sedimentos e rocha-mãe saturados de água ou em permafrost.
Para além dos cones de escórias, os cones de tufo e os seus anéis de tufo associados estão entre os tipos de vulcões mais comuns na Terra. Um exemplo de cone de tufo é o Diamond Head, em Waikīkī, no Hawaiʻi. Aglomerados de cones com crateras observados no Nephentes/Amenthes, uma região de Marte na margem sul da antiga bacia de impacto de Utopia, são atualmente interpretados como sendo cones e anéis de tufo.

## Cones de escórias
Os cones de escórias, também conhecidos como cones de cinzas, mais raramente, montes de escórias, são pequenos cones vulcânicos de lados íngremes construídos a partir de fragmentos soltos de rocha piroclástica, tais como clínqueres vulcânicos, cinzas vulcânicas ou escórias. São constituídos por detritos piroclásticos soltos, resultantes de erupções explosivas ou fontes de lava de abertura estreita, assumindo formas tipicamente cilíndricas. À medida que a lava carregada de gás é soprada violentamente para o ar, parte-se em pequenos fragmentos que solidificam e caem como cinzas, clínqueres ou escórias à volta da abertura, formando um cone que é muitas vezes visivelmente simétrico, com inclinações entre 30° e 40° e planta baixa quase circular. A maioria dos cones de cinzas apresenta no cume uma cratera em forma de taça.
Os diâmetros basais dos cones de escórias têm em média cerca de 800 m, variando entre 250 m e 2500 m. O diâmetro das crateras varia entre 50 m e 600 m. Os cones de escórias raramente se elevam mais do que 50–350 m ou mais acima dos seus arredores.
Os cones de escórias ocorrem mais frequentemente como cones isolados em grandes campos vulcânicos basálticos. Também ocorrem em grupos anichados em associação com complexos de anéis de tufo e complexos de maar. Finalmente, são também comuns como cones parasitas monogenéticos em vulcões em escudos complexos e estratovulcões. Globalmente, os cones de escórias são a forma de relevo vulcânico mais típica encontrada nos campos vulcânicos continentais intraplaca, embora também ocorram em alguns locais de zonas de subducção. Paricutín, o cone de cinzas mexicano que nasceu num campo de milho a 20 de fevereiro de 1943, e a  Sunset Crater (Cratera do Pôr-do-Sol), no norte do Arizona, sudoeste dos EUA, são exemplos clássicos de cones de escórias, tal como os antigos cones vulcânicos encontrados no Monumento Nacional dos Petróglifos (Petroglyph National Monument) do Novo México.
Colinas em forma de cone observadas em imagens de satélite das caldeiras e cones vulcânicos de Ulysses Patera, Ulysses Colles e Hydraotes Chaos, no planeta Marte, são considerados cones de escórias.
Os cones de escórias normalmente só entram em erupção uma vez, como o Paricutín. Como resultado, são considerados vulcões monogenéticos e a maioria deles forma campos vulcânicos monogenéticos. Estes cones estão tipicamente ativos durante períodos muito curtos antes de se tornarem permanentemente inativos. A duração das erupções varia entre alguns dias e alguns anos. Das erupções de cones de escórias observadas, 50% duraram menos de 30 dias e 95% cessaram dentro de um ano após a erupção inicial. No caso do Paricutín, a sua erupção durou nove anos, de 1943 a 1952. Raramente entram em erupção duas, três ou mais vezes. As erupções posteriores normalmente produzem novos cones dentro de um campo vulcânico a distâncias de separação de alguns quilómetros e separados por períodos de 100 a 1000 anos. Dentro de um campo vulcânico, as erupções podem ocorrer durante um período de um milhão de anos. Uma vez terminadas as erupções, os cones de escórias, por não estarem consolidados, tendem a sofrer uma erosão rápida, a menos que ocorram novas erupções.

### Pseudcrateras
Os cones sem raiz, também designados por pseudocrateras, são cones vulcânicos que não estão diretamente associados a uma conduta que tenha trazido magma para a superfície a partir de um reservatório de magma profundo. De um modo geral, são reconhecidos três tipos de cones sem raiz, os cones litorais, as crateras de explosão e os hornitos.
Os cones litorais e as crateras de explosão são o resultado de explosões ligeiras que foram geradas localmente pela interação de lava quente ou fluxos piroclásticos com água. Os cones litorais formam-se tipicamente na superfície de uma escoada lávica basáltica onde esta tenha entrado numa massa de água, normalmente um mar ou oceano.
As crateras de explosão formam-se onde a lava quente ou as escoadas piroclásticas recubram terrenos pantanosos ou terrenos saturados de água. Os hornitos são cones sem raízes compostos por fragmentos de lava soldados e formados na superfície de escoadas lávicas basálticas pela fuga de gás e coágulos de lava em fusão que se libertam através de fissuras ou outras aberturas na crosta de uma escoada lávica.